# Věra Flasarová
Věra Flasarová (n. 19 decembrie 1952, Ostrava, Cehia) este un om politic ceh, membru al Parlamentului European în perioada 2004-2009 din partea Cehiei.
1. ↑  CONOR.SI[*] Verificați valoarea |titlelink= (ajutor)
2. 1 2  Deputații în Parlamentul European
3. 1 2  Číselník volebních stran - Volby do zastupitelstev obcí konané 23.09. – 24.09.2022 (în cehă), Oficiul Ceh de Statistică, accesat în 3 septembrie 2022